# Krzyż Ottona i Matyldy

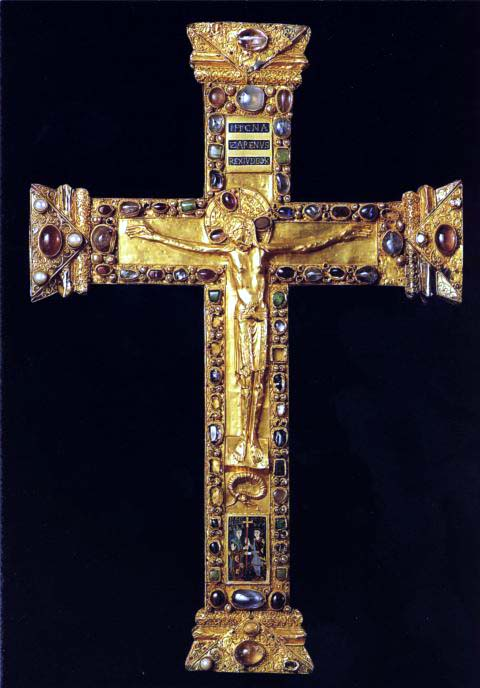
Krzyż Ottona i Matyldy

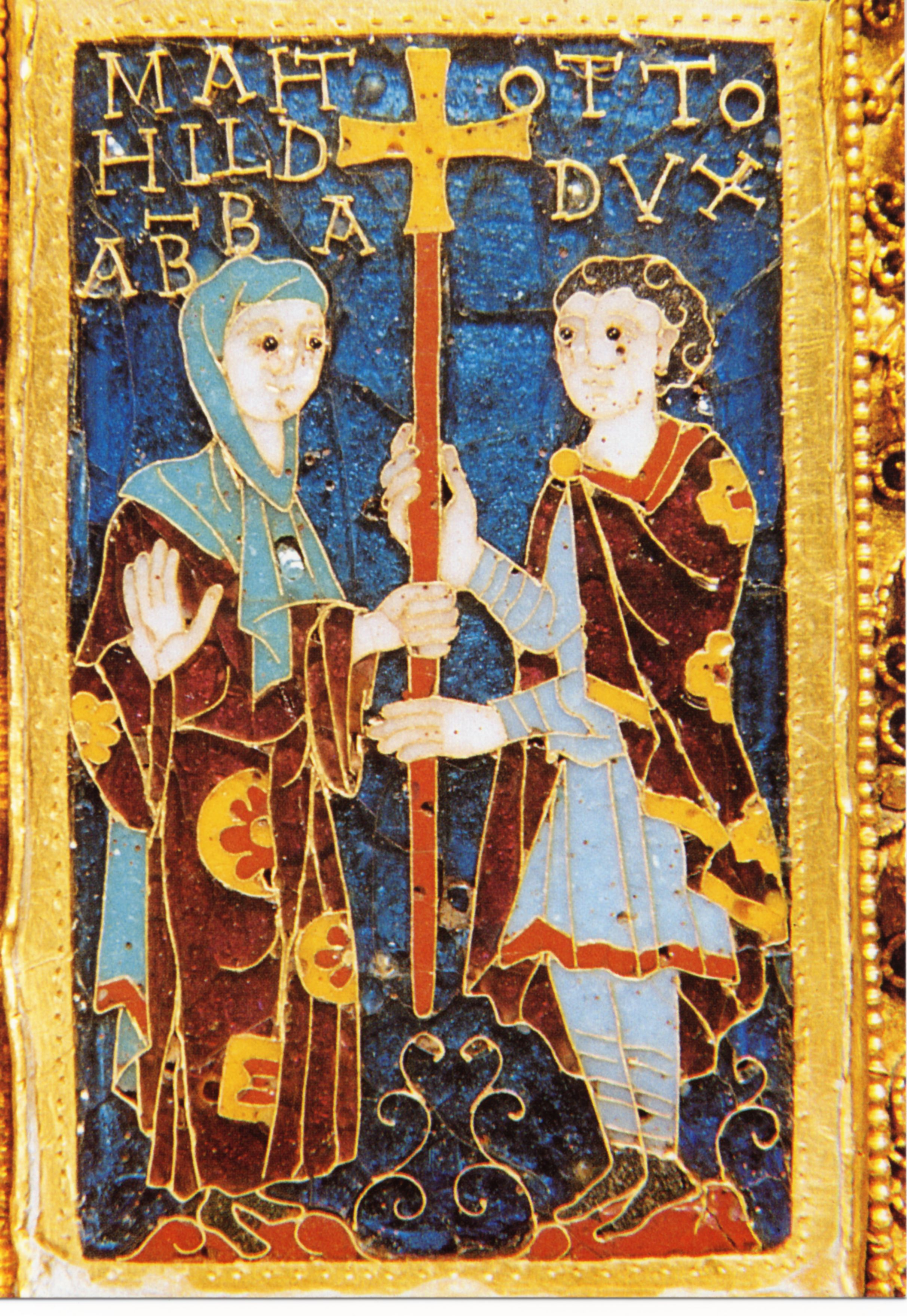
Fragment krzyża – emaliowany wizerunek Ottona i Matyldy

Krzyż Ottona i Matyldy – krzyż procesyjny, przechowywany w skarbcu katedry w Essen, wykonany w X wieku (według jednej teorii w latach 973-982, według innej w latach 983-984). Zabytek sztuki ottońskiej. 
Jego nazwa pochodzi od księcia szwabskiego Ottona i jego siostry Matyldy, przełożonej klasztoru w Essen. Oboje byli wnukami cesarza Ottona I.

## Opis zabytku
Krzyż o wymiarach 44,5 x 29,5 cm jest wykonany z drewna dębowego. Jest to krzyż łaciński z ramionami zakończonymi trapezowato. Zakończenia przypominają kapitele, podobnie jak w przechowywanym w Akwizgranie krzyżu Lotara, króla Franków Zachodnich, który jest datowany na 984 r. Frontowa część krzyża jest pokryta złotą blachą wysadzaną perłami. W dolnej części znajduje się plakieta fundacyjna z emalii przedstawiająca fundatorów trzymających wspólnie krzyż. Postacie są podpisane: Mathild Abba (Opatka Matylda) oraz Otto Dux (Książę Otto). Przedstawiona na krucyfiksie postać umęczonego Chrystusa jest również wykonana ze złotej blachy w technice trybowania. Wystający brzuch i asymetrycznie ułożona górna część korpusu mają analogię w krucyfiksie Gerona z katedry w Kolonii, co pozwala przyjąć, że krzyż został wykonany w Kolonii. Jako miejsce powstania brany jest pod uwagę także Trewir, ponieważ w tamtejszym warsztacie pracującym dla arcybiskupa Egberta powstała emaliowana plakieta fundacyjna. Możliwe jednak, że została ona połączona w krzyżem w innej miejscowości.
Pomiędzy stopami Chrystusa a plakietą fundacyjną znajduje się przedstawienie węża. Nawiązuje ono do wywyższenia węża miedzianego na pustyni (Lb 21,4-9). Według innej interpretacji jest tam przedstawiony bazyliszek, co stanowi nawiązanie do zapowiedzi triumfu Zbawiciela nad złem (Ps 91,13). Nad głową Chrystusa znajduje się druga plakieta z emalii, która w trzech rzędach zawiera inskrypcję: IHC NA / ZARENVS / REX IVDEOR (Jezus Nazarejczyk Król Żydowski). 
Tylna część krzyża jest pokryta złoconą blachą miedzianą. Na zakończeniach ramion krzyża znajdują się symbole czterech ewangelistów, a na skrzyżowaniu Baranek Boży. Wszystkie te przedstawienia łączy drzewo życia.

## Symbolika i datowanie
Kluczem do datowania zabytku jest odczytanie symboliki plakiety fundacyjnej. Są na niej przedstawieni Otto i Matylda w strojach dworskich, mimo że Matylda od 973 była opatką. Ten sposób przedstawienia miał zwrócić uwagę na jej pokrewieństwo z Ottonem. Zwraca także uwagę fakt, że książę nie ma insygniów władzy, takich jak miecz i włócznia. To także podkreśla, że obie postacie zostały pokazane jako rodzeństwo, a nie jako przedstawiciele władzy. Matylda odbiera z rąk brata krzyż. Otto trzyma go obiema rękoma z rozprostowanymi palcami, podczas gdy siostra odbiera go ściskając jedną ręką. Drugą dłonią czyni gest, interpretowany jako pozdrowienie lub gest przyjęcia. Równocześnie jej palce wskazują na Ukrzyżowanego, co jest uznawane za gest zgody.
Plakieta fundacyjna, szczególnie układ dłoni rodzeństwa, był wcześniej interpretowany jako przekazanie przez Ottona krzyża siostrze jako przedstawicielce opactwa, dla którego krzyż został przez niego ufundowany. To jednak nie tłumaczy w pełni sposobu ukazania obu postaci. Obecnie próbuje się odnosić treść plakiety do dziejów dynastii Ludolfingów. Zmarły 31 października 982 r. książę Otton był ostatnim męskim potomkiem cesarzowej Edyty, pierwszej żony cesarza Ottona I. Po śmierci brata dobra rodowe przejęła jego siostra. Jako ostatnia przedstawicielka tej gałęzi rodziny miała obowiązek zadbać o jej upamiętnienie. Plakieta symbolizuje zatem przejęcie przez Matyldę dziedzictwa po bezdzietnym Ottonie. Fundacja krucyfiksu nastąpiła zapewne niedługo po śmierci księcia w 983 lub 984, prawdopodobnie wraz z fundacją krzyża triumfalnego do kościoła św. Piotra i Aleksandra w Aschaffenburgu, gdzie Otto został pochowany. Malowana rama tego krzyża wykazuje podobieństwo z obramowaniem krzyża Ottona i Matyldy.